# Yabiladi
Yabiladi est un portail d'information créé en 2002 et considéré comme le site de référence de la diaspora marocaine,. Le nom « Ya Biladi » signifie « Ô mon pays » en arabe.

## Création
Il a été créé par Mohamed Ezzouak, Marocain né en 1977 à Taounate, dans le Rif, qui a émigré en France à l'âge de deux ans, pour y suivre son père, employé comme ouvrier dans une usine de plasturgie à Oyonnax. M. Ezzouak a un DESS en informatique décisionnelle au moment où il lance Yabiladi.com.  
Une des motivations de M. Ezzouak est la recherche de ses origines, et le désir de compenser l'éloignement de la terre natale par des échanges en ligne par-delà les frontières. Une autre motivation est la lutte contre le racisme, le Front national ayant eu à Oyonnax, quand M. Ezzouak y habitait, une certaine audience. La déception que le traitement de la question migratoire par des médias marocains (installés en France ou au Maroc) inspire à M. Ezzouak l'a également incité à fonder un média alternatif,.
La création d'un portail d'information sur le Maroc a d'abord pris la forme d'un loisir et d'une activité non lucrative.

## Développement
En 2004, le ministre Nezha Chekrouni engage une discussion sur yabiladi.com (un « chat ») avec des internautes de la diaspora, qui lui font part de leurs interrogations. Des débats similaires ont eu lieu par la suite avec le groupe Nass El Ghiwane, et avec des personnalités comme Ahmed Bouchnak, Saïd Naciri, Choumicha…
En 2008 le site a un million de visiteurs par mois, soit en moyenne 40 000 visiteurs par jour. Yabiladi est ainsi le deuxième portail marocain le plus consulté, après Menara.
Une version arabophone du portail Yabiladi est mise en ligne en 2011 (yabiladi.ma), une autre, hispanophone (es.yabiladi.com), en 2012, ainsi qu'une version anglophone en 2017. Un portail dédié aux femmes, Yabiladies (avec un jeu de mots sur l'anglais "ladies") voit le jour en 2012. D'après des chiffres publiés en 2013 le site francophone est le plus fréquenté : 92,44% des internautes le consultent, contre 8,49% pour la version arabophone, et 0,73% pour la version hispanophone.
La société éditrice est Webstratégie.

## Objectifs
Les objectifs ont évolué au fil du temps. Au départ, le but était surtout de proposer un forum où les internautes peuvent échanger sur des questions liées à l'histoire du Maroc, aux rapports entre le Maroc et la France, ou sur certains aspects du quotidien. Le site devait servir aussi d'espace d'entraide, notamment à destination des Marocains qui souhaitent émigrer, et d'espace de rencontre amicale ou amoureuse.
En 2004, Mohammed Ezzouak présente le site comme un portail web où des bénévoles « travaillent à fournir un média de qualité aux trois millions de Marocains à travers le globe sans oublier les Marocains au Maroc ».

## Contenu informationnel
Au moment de son lancement, Yabiladi reproduisait intégralement des articles de la presse marocaine et française. Par la suite, il propose une sorte de revue de presse d'articles parus dans des médias français, espagnols, italiens, allemands, anglais, néerlandais. La couverture par yabiladi du Mouvement du 20 Février 2011 au Maroc a fait ressortir les limites de ce traitement de l'actualité, et la nécessité de disposer d'informations de première main. Yabiladi.com s'est orienté dès lors vers une professionnalisation accrue de l'activité journalistique.  « Le projet de lancer une version papier d’un magazine en format pdf téléchargeable destiné aux Marocains résidant à l'étranger, qui verra le jour en 2011, sous le nom de ZMag, va être utilisé comme un tremplin pour produire véritablement des contenus éditoriaux signés Yabiladi » ; ce projet qui ne s'est pas concrétisé a néanmoins incité l'équipe de rédaction à produire un travail de meilleure qualité.

## Sites comparables
Yabiladi.com est similaire à d'autres sites créés par des diasporas, comme Seneweb, Xalima et Homeview Sénégal, créés aux États-Unis, et répondant aux attentes de la diaspora sénégalaise. La diaspora béninoise a créé en France le site www.opays.com. Les Ivoiriens des États-Unis ont créé www.abidjan.net. Au départ ces sites n'étaient que des agrégateurs de contenus, puis ils se sont mis à produire de l'information et se sont professionnalisés. Ils sont aussi des lieux de discussions et de rencontres.